# Botanophila longifurcula
Botanophila longifurcula är en tvåvingeart som beskrevs av Zhong 1985. Botanophila longifurcula ingår i släktet Botanophila och familjen blomsterflugor. Inga underarter finns listade i Catalogue of Life.